# Østerby Havn
Østerby Havn is een plaats in de Deense regio Noord-Jutland, gemeente Læsø. De plaats telt 279 inwoners (2008).
- Gemeinsame Normdatei: 5028676-6
- Virtual International Authority File: 150808811